# John Backus
John Warner Backus (ur. 3 grudnia 1924 w Filadelfii – zm. 17 marca 2007 w Ashland w stanie Oregon w USA) – amerykański informatyk, twórca języka programowania Fortran, pierwszego powszechnie używanego języka wysokiego poziomu. Wraz z Peterem Naurem stworzył notację BNF wykorzystywaną do zapisu składni języków programowania. Laureat nagrody Turinga w 1977 roku za oba te dokonania.

## Życiorys
Wychował się w Wilmington w stanie Delaware. W szkole średniej nie należał do wybijających się uczniów, porzucił również studia chemiczne na uniwersytecie stanowym w Wirginii. Na krótko zaciągnął się do armii, gdzie kształcił się w kierunku medycznym, ale i tu na długo nie zagrzał miejsca. Po przenosinach do Nowego Jorku kształcił się jako technik radiowy, zainteresował się jednak matematyką i w 1949 ukończył studia na Uniwersytecie Columbia jako matematyk. W 1950 rozpoczął pracę w IBM. Pracował tam między innymi nad programem komputerowym do obliczania dokładnej pozycji Księżyca.
Problem ten okazał się trudny i w 1954 Backus utworzył zespół, którego celem było stworzenie języka programowania dla komputera IBM 704 – miało to pomóc w pracach nad problemem. Tak powstał Fortran, pierwszy powszechnie używany język programowania wysokiego poziomu. W trakcie prac nad programem Backus opracował pierwszą wersję swej notacji, którą wykorzystano do opisu składni Fortranu. W zmodyfikowanej przez Naura postaci notacja ta użyta została do opisu składni Algola 58.
Dalsze prace Backusa dotyczyły programowania na poziome funkcji, nowego paradygmatu programowania.